# Municipio de Hudiksvall
Hudiksvall (en sueco: Hudiksvalls kommun) es un municipio de la provincia de Gävleborg, Suecia, en la provincia histórica de Hälsingland. Su sede se encuentra en la ciudad de Hudiksvall. El municipio actual se creó en 1971 cuando la ciudad de Hudiksvall se fusionó con cuatro municipios rurales circundantes.

## Localidades
Hay diez áreas urbanas (tätort) en el municipio:
| #  | Tätort       | Población |
| -- | ------------ | --------- |
| 1  | Hudiksvall   | 16 317    |
| 2  | Iggesund     | 3439      |
| 3  | Delsbo       | 2276      |
| 4  | Sörforsa     | 1589      |
| 5  | Näsviken     | 929       |
| 6  | Njutånger    | 830       |
| 7  | Enånger      | 630       |
| 8  | Friggesund   | 559       |
| 9  | Fredriksfors | 209       |
| 10 | Edsta        | 197       |

## Demografía

### Desarrollo poblacional
| Gráfica de evolución demográfica de Hudiksvall entre 1970 y 2015 |
|                                                                  |
| Fuente: SCB                                                      |

## Ciudades hermanas
Hudiksvall esta hermanado o tiene tratado de cooperación con:
- Maribo, Dinamarca
- Kaskö, Finlandia
- Namsos, Noruega